# پاریس (کنتاکی)
پاریس (به انگلیسی: Paris) شهری در ایالت کنتاکی کشور ایالات متحده آمریکا است که جمعیت آن در سرشماری سال ۲۰۱۰ میلادی، ۸٬۵۵۳ نفر بوده‌است.